# Boy Hits Car
Boy Hits Car je americká kapela z Los Angeles založená v roce 1993 a hrající alternativní metal/rock. Mezi zakladatele patřili Cregg Rondell (zpěv, kytara), Scott Menville (baskytara), Louis Lenard (kytara) a Michael Ferrari (bicí).
Skupina svůj styl nazývá "LoveCore". Debutové studiové album My Animal vyšlo roku 1998.
K roku 2025 kapela vydala pět studiových alb a jedno koncertní album.

## Diskografie
Studiová alba
- My Animal (1998)
- Boy Hits Car (2001)
- The Passage (2005)
- Stealing Fire (2011)
- All That Led Us Here (2014)

Live alba
- Worldwide Alive (2020)